# 新闸镇站
新闸镇站是一个京沪线上的铁路车站，位于江苏省常州市钟楼区新闸街道，目前为三等站，邮政编码为213012。车站目前不办理客运业务，货运仅办理专用线货运作业，主要到发品为煤、焦炭、钢铁、金矿、金属品及工机等。
车站建于1907年，1960年代末新闸新建华东电力建设局常州电力修造厂后，车站西端新增1条股道；1972年沪宁铁路复线化时车站重建站房，竣工后车站设有4条到发线线1条货物线:74。车站目前设有5条专用线，分别通往常州西电变压器、江苏电力装备、常州融达现代物流、常州供销储运和常州东芝变压器。